# Florence de la Courtie-Billat
Florence de la Courtie-Billat (Francia; 13 de noviembre de 1935 – 17 de diciembre de 2023) fue una tenista profesional francesa.

## Carrera
Lideró la clasificación en su país entre los años 1950 y años 1960 y sus logros más destacados fueron llegar a la ronda de las mejores 16 en Campeonato de Wimbledon 1961 en individuales y a los cuartos de final en dobles en el Torneo de Roland Garros 1962 junto a Françoise Dürr.